# Laprovince 2
Laprovince #2 è un singolo del rapper italiano Rhove e del produttore discografico italiano Madfingerz, pubblicato il 24 maggio 2022 come primo estratto dal  primo EP di Rhove Provinciale.

## Tracce
Testi e musiche di Rhove e Madfingerz.
1. Laprovince #2 – 1:56

## Classifiche
| Classifica (2022) | Posizione massima |
| ----------------- | ----------------- |
| Italia            | 20                |